# العلاقات اللبنانية المالطية
العلاقات اللبنانية المالطية هي العلاقات الثنائية التي تجمع بين لبنان ومالطا.

## مقارنة بين البلدين
هذه مقارنة عامة ومرجعية للدولتين:
| وجه المقارنة                                              | لبنان                                                                | مالطا                                                     |
| --------------------------------------------------------- | -------------------------------------------------------------------- | --------------------------------------------------------- |
| المساحة (كم2)                                             | 10.45 ألف                                                            | 316                                                       |
| عدد السكان (نسمة)                                         | 6.10 مليون                                                           | 465.29 ألف                                                |
| الكثافة السكانية (ن./كم²)                                 | 583.73                                                               | 147.24 ألف                                                |
| العاصمة                                                   | بيروت                                                                | فاليتا                                                    |
| اللغة الرسمية                                             | اللغة العربية، لغة فرنسية                                            | اللغة المالطية، لغة إنجليزية                              |
| العملة                                                    | ليرة لبنانية                                                         | يورو، ليرة مالطية                                         |
| الناتج المحلي الإجمالي (بليون دولار)                      | 51.84 مليار                                                          | 12.54 مليار                                               |
| الناتج المحلي الإجمالي (تعادل القوة الشرائية) بليون دولار | 81.54 مليار                                                          | 14.68 مليار                                               |
| الناتج المحلي الإجمالي الاسمي للفرد دولار أمريكي          | 8.05 ألف                                                             | 22.60 ألف                                                 |
| الناتج المحلي الإجمالي للفرد دولار أمريكي                 | 17.46 ألف                                                            |                                                           |
| مؤشر التنمية البشرية                                      | 0.769                                                                | 0.839                                                     |
| رمز المكالمات الدولي                                      | +961                                                                 | +356                                                      |
| رمز الإنترنت                                              | .lb                                                                  | .mt                                                       |
| المنطقة الزمنية                                           | ت ع م+02:00، ت ع م+03:00، توقيت شرق أوروبا، توقيت شرق أوروبا الصيفي ‏ | توقيت وسط أوروبا، ت ع م+01:00، ت ع م+02:00، أوروبا/مالطا ‏ |

## منظمات دولية مشتركة
يشترك البلدان في عضوية مجموعة من المنظمات الدولية، منها:
| علم المنظمة | اسم المنظمة                               | تاريخ انضمام لبنان | تاريخ انضمام مالطا |
| ----------- | ----------------------------------------- | ------------------ | ------------------ |
|             | البنك الدولي للإنشاء والتعمير             | 14 أبريل 1947      | 26 سبتمبر 1983     |
|             | منظمة حظر الأسلحة الكيميائية              | ?                  | ?                  |
|             | المركز الدولي لتسوية المنازعات الاستشارية | 25 أبريل 2003      | 3 ديسمبر 2003      |
|             | الأمم المتحدة                             | 24 أكتوبر 1945     | 1 ديسمبر 1964      |
|             | منظمة الشرطة الجنائية الدولية             | ?                  | ?                  |
|             | وكالة ضمان الاستثمار متعدد الأطراف        | 19 أكتوبر 1994     | 12 سبتمبر 1990     |
|             | يونسكو                                    | 4 نوفمبر 1946      | 10 فبراير 1965     |
|             | مؤسسة التمويل الدولية                     | 28 ديسمبر 1956     | 1 يونيو 2005       |
|             | الاتحاد البريدي العالمي                   | ?                  | ?                  |
|             | الاتحاد الدولي للاتصالات                  | 12 يناير 1924      | 1965               |

## وصلات خارجية
- موقع وزارة الخارجية المالطية